# Ян Віллем Севенгейсен
Ян Ві́ллем Севенге́йсен (нід. Jan Willem Sevenhuijsen; 3 вересня 1858 , Brouwershavend, Зеландія  — 10 лютого 1923 , Гарлем ) ― нідерландський педагог, знаний в есперантистських та вегетарійських колах.
Севенгейсен був президентом «Вегетарійської есперантистської ліги» (есп. Vegetara Ligo Esperantista), «Світового об'єднання викладачів-есперантистів» (есп. Tutmonda Asocio de Geinstruistoj Esperantistaj), а також був членом місцевого правління, ймовірно, у Гарлемі. Севенгейсен представляв міністра освіти, мистецтв і науки Нідерландів на 12-му та 13-му Світовому есперантському конгресі (1920 і 1921 роки). Як викладач есперанто, він написав підручник для дітей та листівки, які пояснювали граматику. Його надгробна плита в Гарлемі має чотири підніжжя, на кожній з яких є ідеалістичне слово. Слова такі (нідерландською мовою):
- Opvoeding (освіта);
- Vegetarisme (вегетарійство);
- Geheelonthouding (непитущість);
- Esperanto (есперанто).